# Separatsystem
Separatsystem är en form för avledning av avloppsvatten. Det är ett separerat system där spillvatten avleds i rörledning och dagvatten avleds i dike.